# Батиплан

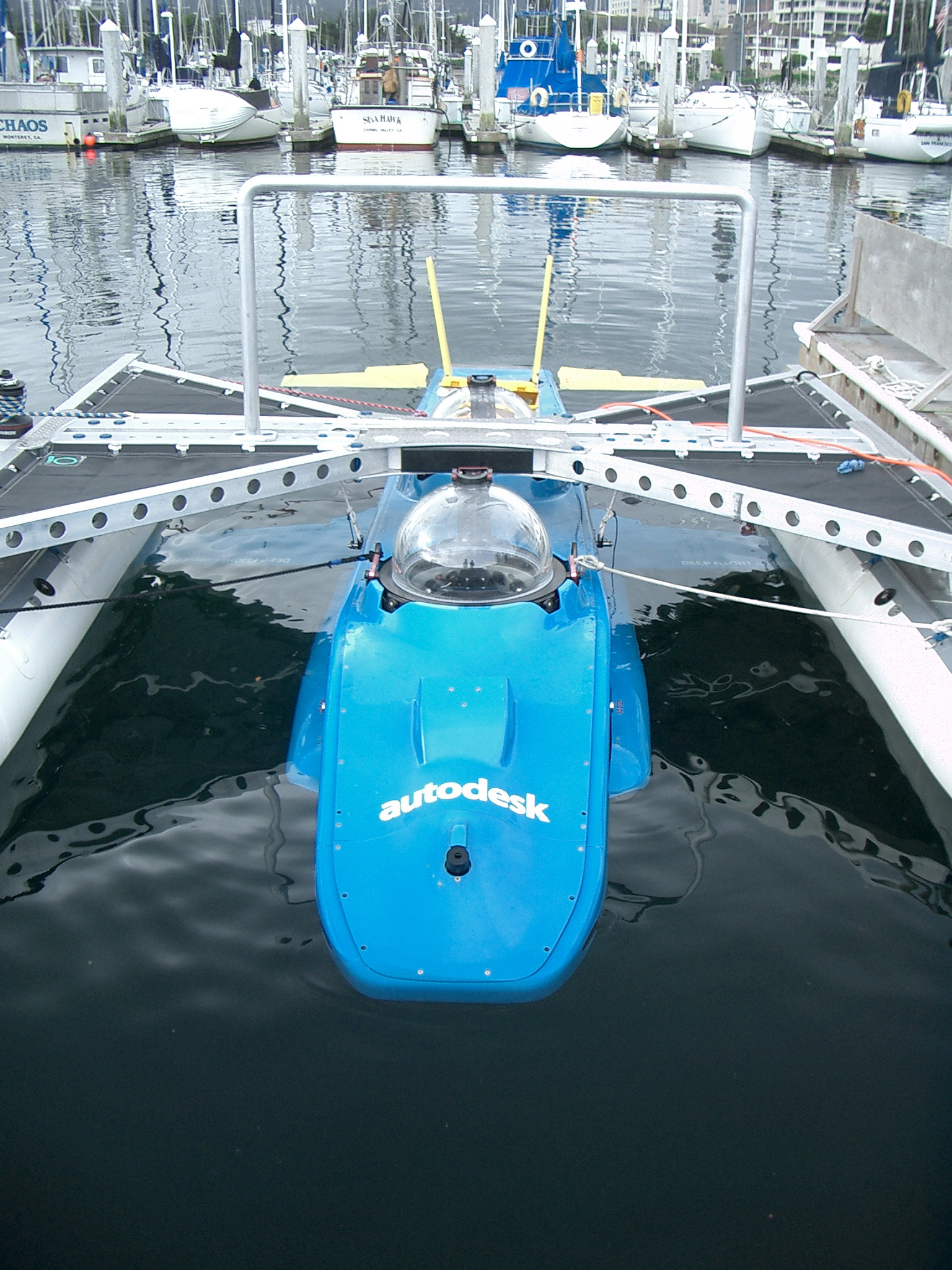
Приватний батиплан

Батиплан (від грецького слова «глибокий» та французького слова «ширяти») — це  глибоководний несамохідний апарат з крилами, за принципом дії подібний до планера. Під час буксирування судном батиплан занурюється у воду. Пілот, що перебуває в герметичному корпусі, керує апаратом за допомогою рульового пристрою. Глибина занурення батиплана сягає 200 метрів, а тривалість перебування людей в ньому може досягати кілька годин. Сам по собі батиплан має невелику позитивну плавучість і при припиненні буксирування спливає. Батиплан обладнано системою регенерації повітря, ілюмінаторами, прожекторами, фото- та кінознімальними апаратами, телефоном та іншими приладами. Батиплан застосовується для підводного фото- та кінознімання, в рибальському промислі і інших сферах. На початках батиплани будувались одномісні ("Атлант-1"), в подальшому -двомісними ("Тетіс", "Тетіс-Н"). 